# I Love You to Death
I Love You to Death is een Amerikaanse filmkomedie uit 1990 onder regie van Lawrence Kasdan.

## Verhaal
Rosalie Boca komt erachter dat haar man Joey haar jarenlang heeft bedrogen. Ze is katholiek en kan dus niet scheiden. Haar moeder en haar beste vriend besluiten daarom om Joey te vermoorden.

## Rolverdeling
| Acteur           | Personage                |
| ---------------- | ------------------------ |
| Kevin Kline      | Joey Boca                |
| Tracey Ullman    | Rosalie Boca             |
| Joan Plowright   | Nadja                    |
| River Phoenix    | Devo Nod                 |
| William Hurt     | Harlan James             |
| Keanu Reeves     | Marlon James             |
| James Gammon     | Luitenant Larry Schooner |
| Jack Kehler      | Sergeant Carlos Wiley    |
| Victoria Jackson | Lacey                    |
| Miriam Margolyes | Moeder van Joey          |
| Alisan Porter    | Carla Boca               |
| Jon Kasdan       | Dominic Boca             |
| Heather Graham   | Bridget                  |